# Dallyana Passailaigue
Dallyana Marianela Passailaigue Manosalvas (Guayaquil, 27 de octubre de 1980) es una deportista, comunicadora y política feminista ecuatoriana. Fue asambleísta nacional de Ecuador por el distrito 3 de la Provincia de Guayas, entre 2017 y 2024.

## Biografía
Hija de Roberto Passailaigue, exministro de Educación. Se tituló en mercadeo en Excelsior College. Fue directora de turismo de la Prefectura del Guayas en el año 2005.
Formó parte del equipo conductor del programa deportivo Copa en la cadena RTS.
En Ecuavisa, Dallyana Passailaigue fue presentadora del programa Así somos, del cual se desvinculó para estudiar interpretación en Madrid, en la Escuela de Jorge Elines. Más tarde se trasladó a Italia, donde estudió Comedia del Arte para, con posterioridad regresar a la cadena televisiva Ecuavisa para formar parte del noticiero Televistazo, donde presentó el espacio de noticias deportivas.

### Carrera artística y deportiva
Formó parte de varias producciones de televisión y cine ecuatoriano. Inició como actriz en la serie de comedia "JSI - Jonathan Sangrera" de la cadena TC Televisión. Bajo la dirección de Peky Andino, participó de la colección de películas "Secretos", transmitida por Ecuavisa en algunas de los episodios.
En 2004 participó de la triatlón Ironman en Austria, representando a Ecuador y ubicándose en séptimo lugar, siendo así la primera ecuatoriana en participar en la competencia, y obteniendo la mejor clasificación latinoamericana. Passailaigue es motociclista de velocidad. Participó en la competencia Copa Loxa 2015, en la pista de Yahuarcocha en la Provincia de Imbabura, obteniendo el tercer lugar.

### Vida política
Fue electa asambleísta en las elecciones legislativas de 2017, en representación de Guayas, por el Partido Social Cristiano. Fue posesionada el 14 de mayo del mismo año.
El 17 de mayo de 2023, a tempranas horas de la mañana, el presidente Lasso firmó el Decreto Ejecutivo 741, en el que activó el artículo 148 de la Constitución Nacional, denominado «muerte cruzada», argumentando en su decreto «grave crisis política y conmoción interna»; disolviendo la Asamblea Nacional y convocando a elecciones presidenciales y legislativas extraordinarias.En dichas elecciones, obtuvo nuevamente un curul en la Asamblea. El politólogo e investigador, Santiago Basabe, la calificó como una de las legisladoras más honestas.
Renunció a su cargo como legisladora en 2024 para candidatizarse a la vicepresidencia de Ecuador por el PSC. Fue nominada oficialmente por dicha tienda política el 15 de agosto de 2024, conformando binomio junto a Henry Kronfle Kozhaya, candidato a la presidencia. El binomio del PSC alcanzó 73.500 votos, lo que representó el 0,72% de los votos válidos en primera vuelta durante las elecciones presidenciales de Ecuador de 2025.

## Filmografía

### Series y Telenovelas
| Año       | Título   | Personaje      |
| --------- | -------- | -------------- |
| 2013-2014 | Secretos | Elektra        |
| 2009      | JSI      | Tatiana Lalama |

### Programas de televisión
| Año       | Programa      | Rol                                 |
| --------- | ------------- | ----------------------------------- |
| 2014-2015 | Código Fútbol | Presentadora de deportes            |
| 2014      | Televistazo   | Presentadora del segmento deportivo |
| 2010      | Así somos     | Presentadora de variedades          |
| 2008      | Copa          | Presentadora de deportes            |

## Premios y nominaciones

### Premios ITV
| Año  | Categoría                      | Programa         | Resultado |
| ---- | ------------------------------ | ---------------- | --------- |
| 2015 | Mejor presentadora de deportes | Sótano Deportivo | Nominada  |